# Museo Nacional de la Fuerza Aérea de Estados Unidos
El Museo Nacional de la Fuerza Aérea de Estados Unidos (en inglés: National Museum of the United States Air Force, o NMUSAF) (antes United States Air Force Museum) es el museo oficial de la Fuerza Aérea de Estados Unidos y está situado en Wright-Patterson Air Force Base, en Riverside, cerca de Dayton, Ohio.
El NMUSAF es uno de los museos más grandes del mundo y el  museo más antiguo de la aviación militar. Tiene en exposición más de 400 aviones y misiles, la mayoría de ellos dentro del edificio. La entrada es gratuita.

## Historia
Los inicios del museo datan de 1923, cuando la División de Ingeniería del Campo McCook de Dayton comenzó por primera vez a recolectar artefactos técnicos para su conservación. En 1927, se trasladó al entonces campo Wright en un edificio de laboratorio. En 1932, la colección fue nombrada como Museo Aeronáutico del Ejército (Army Aeronautical Museum) y emplazada en 1935 en un edificio WPA, donde estuvo hasta la Segunda Guerra Mundial.En 1948, la colección permaneció privada como el Museo Técnico de la Fuerza Aérea (Air Force Technical Museum). En 1954, el Museo de la Fuerza Aérea se abrió al público y fue alojado en su primera instalación permanente, el Edificio 89 del antiguo Campo Patterson en Fairborn, que había sido un hangar de revisión de motores. Muchos de sus aviones estaban estacionados afuera y expuestos al clima. Permaneció allí hasta 1971, cuando se abrió la instalación actual. Sin incluir su anexo en el Campo Wright propiamente dicho, el museo ha más que triplicado su superficie desde 1971, con la adición de un segundo hangar en 1988, de un tercero en 2003 y de un cuarto en 2016.
El museo anunció un nuevo nombre para la instalación en octubre de 2004. El nombre anterior, Museo de la Fuerza Aérea de Estados Unidos (United States Air Force Museum), cambió al Museo Nacional de la Fuerza Aérea de Estados Unidos (National Museum of the United States Air Force). El museo es un componente central del National Aviation Heritage Area.

## Lista parcial de colección
El museo se divide en galerías, que abarca un histórico de las tendencias en la aviación militar. Estas se desglosan en exposiciones detallando períodos específicos y muestran las aeronaves en su contexto histórico.
Todas las aeronaves que figuran en esta lista se han diseñado / construido en los Estados Unidos de América, salvo indicación en contrario.

### Galería Primeros Años (1901-1941)

#### Los primeros años (1901-1917)
- Túnel de viento de los Hermanos Wright 1901
- Wright Military Flyer (1909), el primer avión comprado alguna vez por el Cuerpo de Señales del Ejército de los EE. UU.
- Curtiss 1911 Model D el segundo avión adquirido  por el Cuerpo de Señales
- Túnel de viento Hermanos Wright 1911
- Monoplano Blériot, Francia.

### Primera Guerra Mundial(1917-1918)
- SPAD VII francés utilizado por la Escuadrilla Lafayette de los EE. UU.
- Curtiss JN-4D Jenny entrenador
- Standard Aircraft SJ-1 entrenador
- Thomas-Morse Aircraft S-4C Scout entrenador
- Avro 504K entrenador
- Nieuport 28 C.1, usado por los primeros escuadrones de combate de los Estados Unidos Servicio Aéreo del Ejército (USAAS)
- Sopwith F-1 Camel (Gran Bretaña, utilizado por el Air Service del Ejército de los Estados Unidos, )
- Fokker Dr.I (Alemania)
- Caquot Tipo R dirigible observación  (Francia - utilizados por Ejército de los Estados Unidos)
- Halberstadt CL IV (Alemania)
- SPAD XIII (Francia) - donados por el antiguo aeródromoRhinebeck por aprobación de Cole Palen
- Fokker D.VII (Alemania)
- Kettering Bug Aerial Torpedo (EE. UU. - Primer misil de crucero)
- Caproni Ca.36 (Italia)

### Período de entreguerras estadounidense (1919-1941)

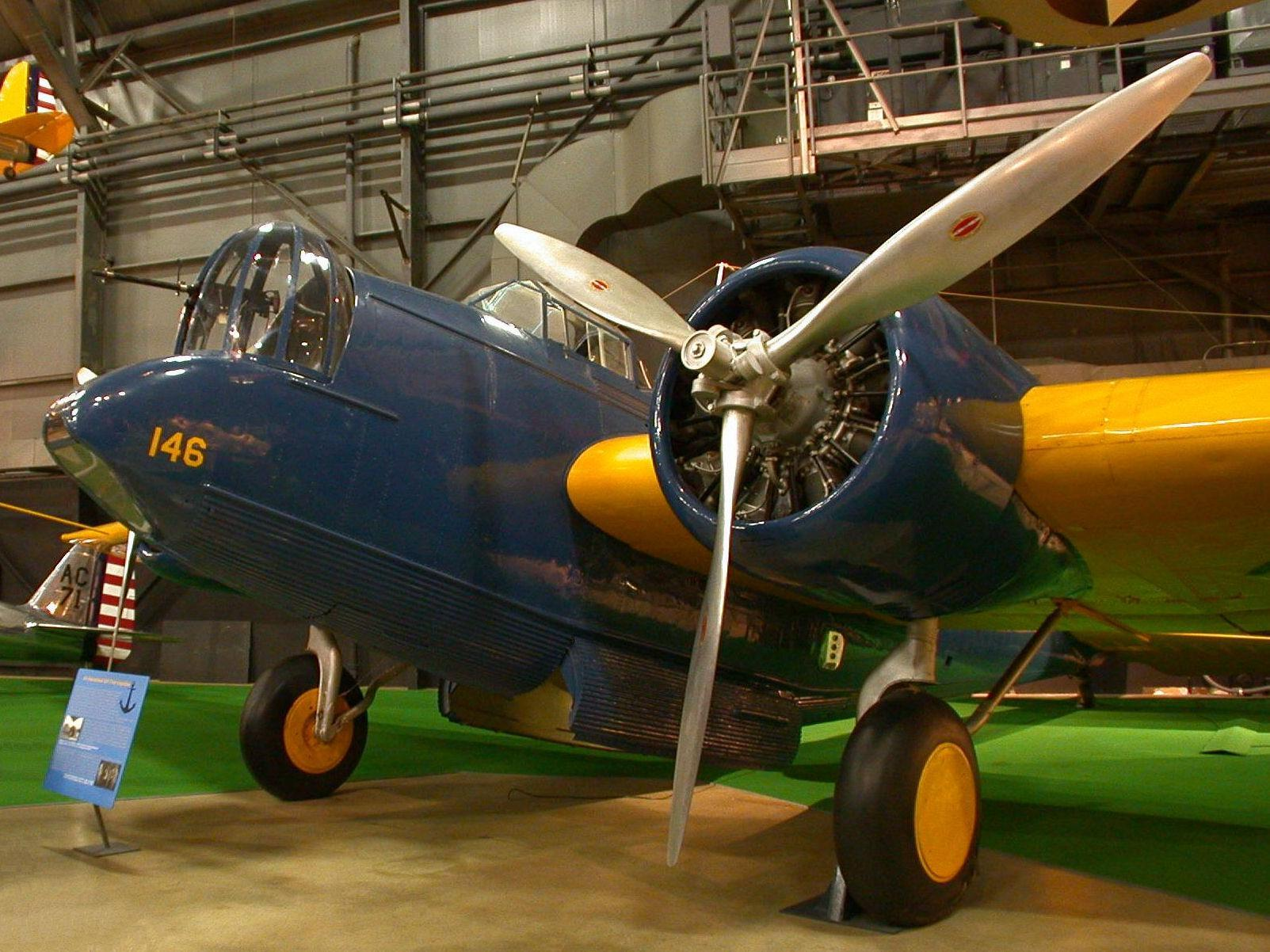
Martin YB-10 en exhibición.

- De Havilland DH-4 (EE. UU. construyó un diseño británico)
- Martin MB-2 (Primer bombardero diseñado por EE. UU.)
- Consolidated PT-1 "Trusty" (de entrenamiento)
- Boeing P-12E
- Curtiss P-6E
- Boeing P-26A Peashooter
- Martin B-10
- Douglas O-38 M
- Douglas O-46 A - actualmente en el almacenamiento
- North American O-47 B
- Curtiss O-52 Owl
- North American BT-9 B (de entrenamiento)
- Stearman PT-13D Kaydet (de entrenamiento)
- Fairchild PT-19 Cornell (de entrenamiento)

### Segunda Guerra Mundial
- Bell P-39Q Airacobra
- Bell P-63E Kingcobra
- Boeing B-17F-10BO 41-24485 '" Memphis Belle "' - en restauración
- Boeing B-17G-35BO 42-32076 '"Shoo Shoo Baby "'
- Boeing B-29 Superfortress '" Bockscar "' - Avión usado en el bombardeo atómico, Nagasaki Japón.
- Consolidated B-24D-160CO " Strawberry Bitch " 42-72843
- Consolidated OA-10 Catalina
- Curtiss P-36A Hawk
- Curtiss Hawk 87A-3 (P-40E) AK987 - (Flying Tigers )
- Curtiss C-46D Commando
- Curtiss AT-9 Jeep
- Douglas C-39 -
- Douglas C-47D Skytrain
- Douglas B-18 Bolo
- Douglas B-23A Dragon
- Douglas A-24B Banshee
- Douglas A-20G Havoc
- Fisher P-75A Eagle
- Lockheed P-38L Lightning
- Martin B-26G Marauder
- Noorduyn UC-64A Norseman (Canada)
- North American A-36 Apache
- North American P-51D Mustang
- North American F-10D Mitchell 43-3374 -
- Northrop P-61C Black Widow
- Republic P-47D-15RA " Fiery Ginger " 42-23278 - Razorback
- Republic P-47D-40RA " Five by Five " 45-49167 - Bubble-top
- Seversky P-35
- Sikorsky R-4B Hoverfly
- Taylorcraft L-2M Grasshopper
- Ryan PT-22 Recruit (entrenador)
- Vultee BT-13 Valiant (entrenador de bombardeo)
- Bristol Beaufighter Mk Ic (Gran Bretaña)
- De Havilland DH 82A Tiger Moth  (Gran Bretaña)
- De Havilland DH 98 Mosquito Mk 35 (Gran Bretaña)
- Hawker Hurricane Mk IIa (Gran Bretaña)
- Supermarine Spitfire Mk Vc  (Gran Bretaña)
- Supermarine Spitfire Mk PRXI  (Gran Bretaña)
- Kawanishi N1K-J Shiden-Kai "George-21" (Japón) -
- Mitsubishi A6M2 "Zeke" (Japón)
- Yokosuka Ohka entrenador (Japón)
- Fieseler Fi 156C-1 Storch (Alemania)
- Focke-Wulf Fw 190D-9 (Alemania)
- Junkers Ju-88D-1 (Alemania)
- Messerschmitt Bf 109G-6 610824 (Alemania)
- Messerschmitt Me 163B Komet (Alemania)
- Messerschmitt Me 262A Schwalbe (Alemania)
- Fieseler Fi 103 (V-1) (Alemania)
- V-2 con  Meilerwagen (Alemania)
- Macchi MC.200 Saetta (Italia)

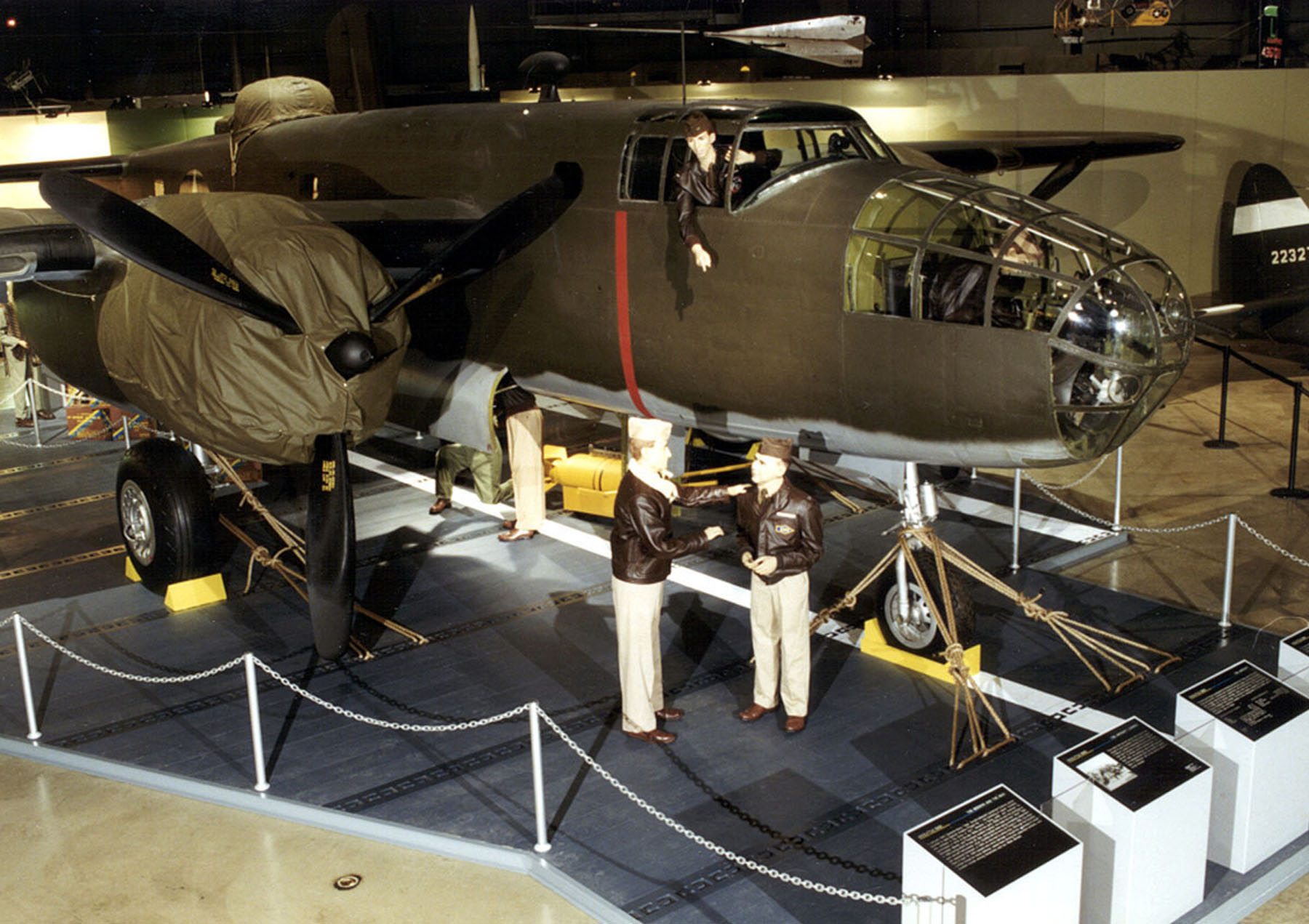
Exhibición que representa un B-25B Mitchell preparándose para la Incursión Doolittle
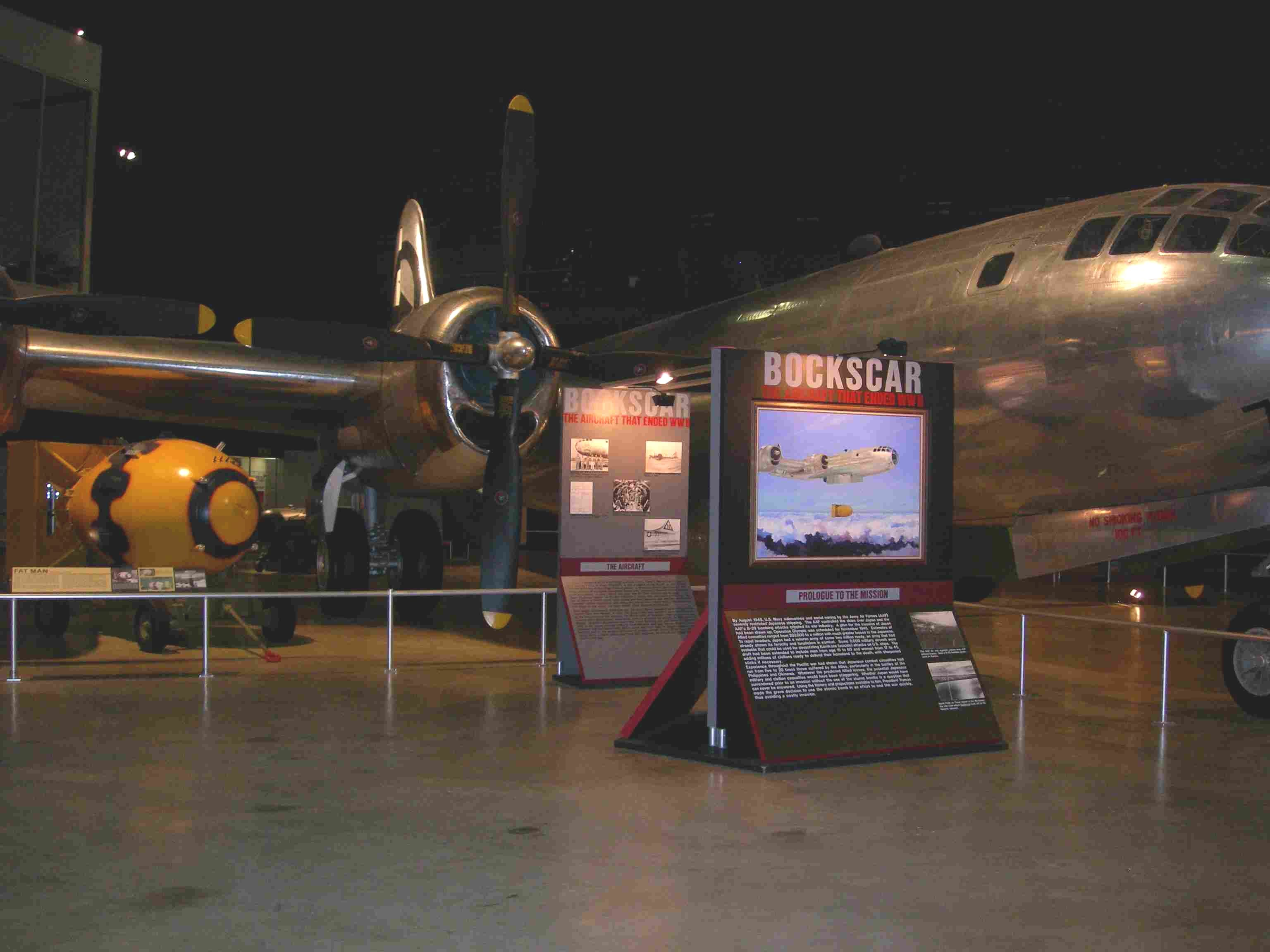
Bockscar y una réplica de Fat Man
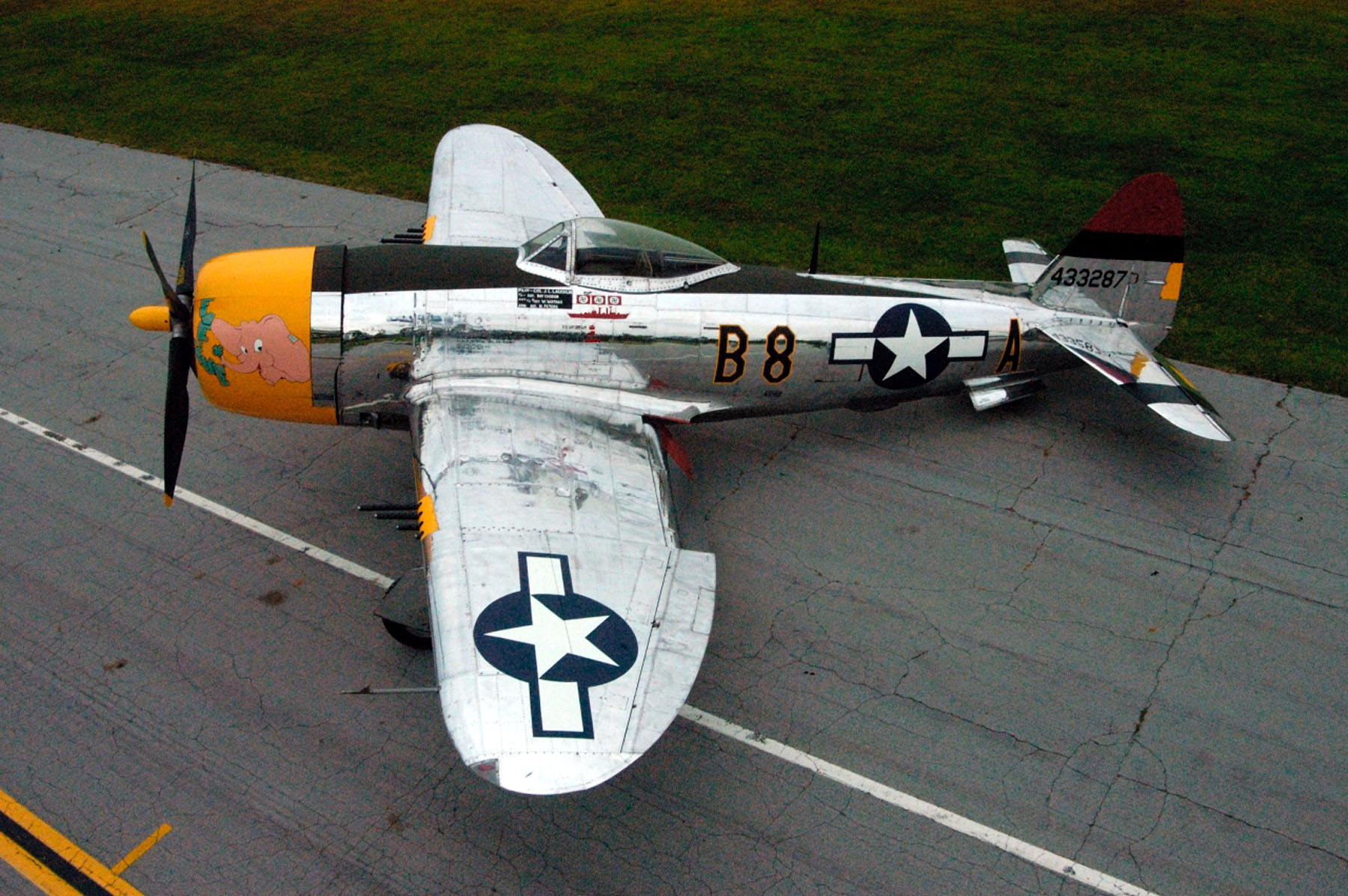
P-47d-40RA 45-49167 Cinco por cinco en el Museo de la Fuerza Aérea de EE.UU.

### Guerra de Corea
- North American F-82B Twin Mustang

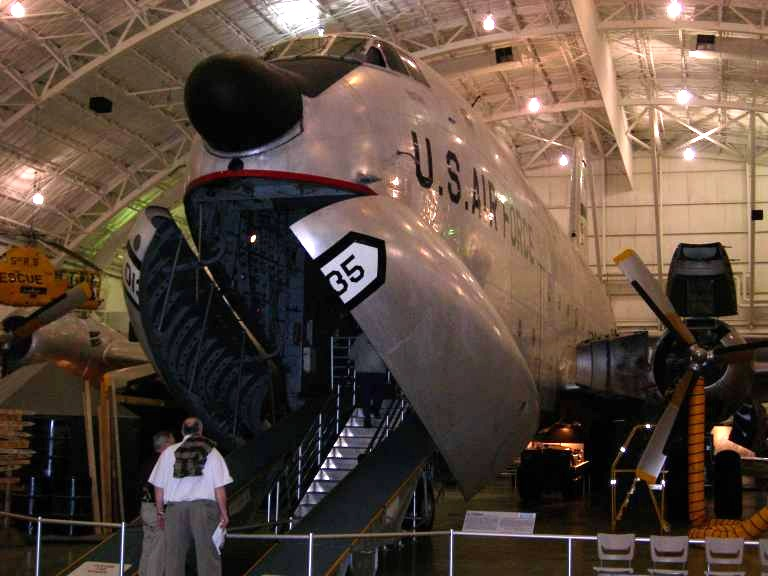
C-124 Globemaster II en el Museo.

- Lockheed F-80C Shooting Star (Primer caza jet operacional norteamericano)
- North American F-86A Sabre
- North American RF-86 Sabre
- Mikoyan-Gurevich MiG-15bis 'Fagot' (Unión Soviética - Esta avión aterrizó en Seúl pilotado por No Kum-Sok, un desertor de la Fuerza Aérea de Corea del Norte más tarde probado por Chuck Yeager en Japón)
- Lockheed F-94A Starfire
- Republic F-84E Thunderjet
- North American T-6 Mosquito (Controlador aéreo versión del T-6 Texan )
- North American B-45C Tornado
- Douglas C-124C Globemaster II
- Sikorsky YH-5A
- Sikorsky UH-19B Chickasaw
- Douglas A-26C Invader
- Fairchild C-82 Packet
- Fairchild C-119 Flying Boxcar

### Guerra de Vietnam
- North American F-100F Super Sabre
- Douglas A-1E Skyraider
- Cessna YA-37A Dragonfly

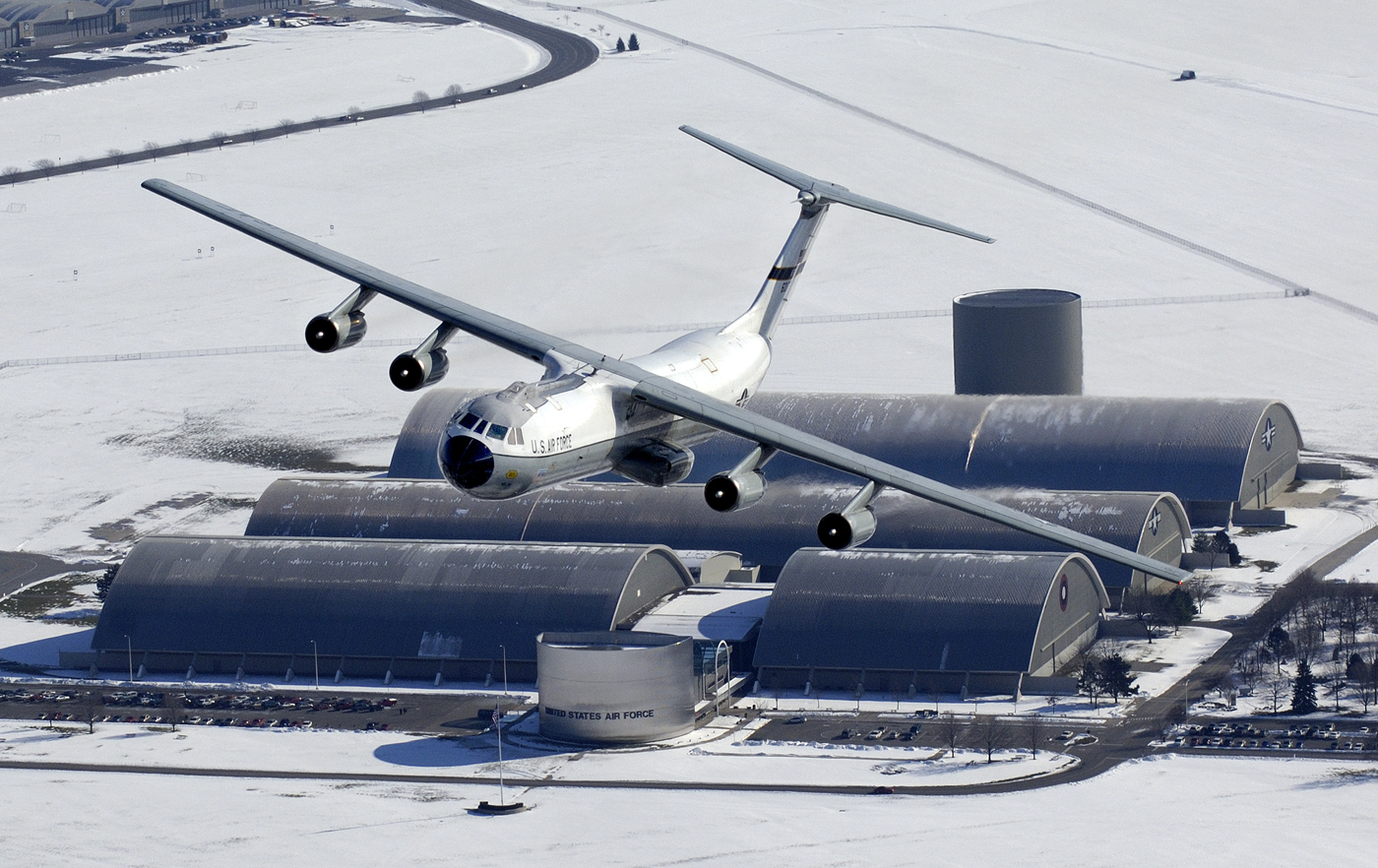
Hanoi Taxi (Lockheed C-141 Starlifter).

- Martin EB-57B Canberra (versión norteamericana de un diseño británico)
- Northrop YF-5A Skoshi Tiger
- Cessna O-1G Bird Dog (Controlador aéreo adelantado)
- Cessna O-2 ASkymaster (Controlador aéreo adelantado)
- North American OV-10A Bronco
- Kaman HH-43B Huskie
- Sikorsky CH-3E
- Bell UH-1P Iroquois
- De Havilland Canada C-7 Caribou
- Fairchild C-123K Provider "Patches"
- Douglas RB-66B Destroyer
- Lockheed EC-121D Warning Star
- Mikoyan-Gurevich MiG-17 'Fresco' (URSS)
- Mikoyan-Gurevich MiG-21PF 'Fishbed' (URSS)
- McDonnell RF-101 Voodoo
- Republic F-105D Thunderchief (al lado de la versión de caza hay una versión F-105G   Wild Weasel )
- McDonnell Douglas F-4C Phantom II
- Boeing B-52D Stratofortress
- Ling-Temco-Vought A-7D Corsair II
- General Dynamics F-111A Aardvark
- Lockheed C-141 Starlifter Hanoi Taxi

### Guerra Fría
- Convair B-36J "Peacemaker"

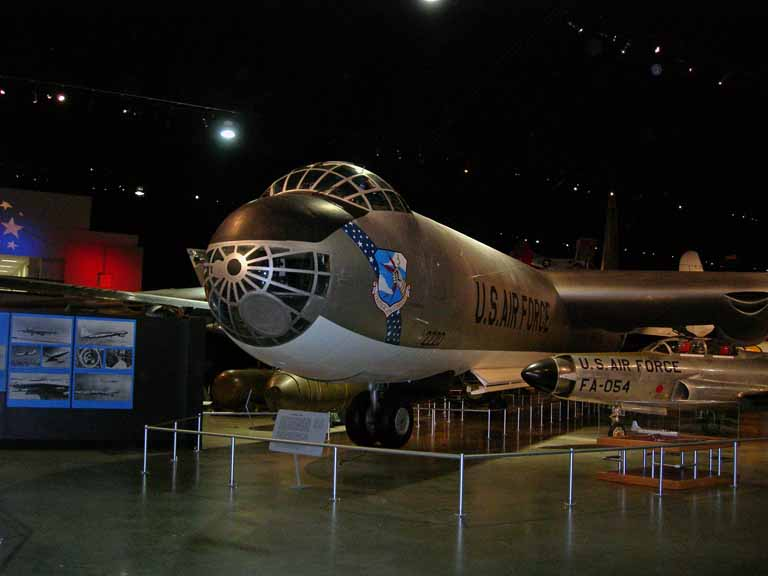
B-36 Peacemaker y un F-94 Starfire.

- Boeing WB-50D Superfortress variante (reconocimiento climático  )
- Piasecki CH-21B Workhorse
- De Havilland Canada U-6A Beaver
- Boeing KC-97L Stratotanker (Reabastecimiento en vuelo  )
- Republic F-84F Thunderstreak
- Northrop F-89 Scorpion
- Lockheed F-104C Starfighter
- Convair B-58 Hustler
- Boeing RB-47H ( Variante de reconocimiento )
- Lockheed U-2A
- McDonnell F-101 Voodoo
- Mikoyan-Gurevich MiG-19S 'Farmer' (URSS)
- Sujói Su-22M-4 "Fitter" (URSS) -
- Douglas C-133 Cargomaster
- Convair F-102A Delta Dagger
- Convair F-106A Delta Dart
- Lockheed SR-71A Blackbird
- Mikoyan-Gurevich MiG-23 Flogger (UTSS) -
- Dassault Mystere IV A (Francia) -
- Avro Canada CF-100 Canuck (Canadá)

### Periodo posterior a la Guerra Fría
- Helicóptero USA XH-26 Jet Jeep
- Avro Avrocar
- Bell XV-3
- Lockheed F-117A Nighthawk
- Lockheed AC-130A Spectre "Azrael"
- Fairchild Republic A-10A Thunderbolt II
- Panavia Tornado (Europe)
- Rockwell B-1B Lancer
- Northrop B-2A Spirit
- Lockheed-Boeing-General Dynamics F-22A Raptor
- General Atomics RQ-1A Predator
- Mikoyan Mikoyan MiG-29 "Fulcrum" (URSS)
- Northrop Grumman (Antes Ryan Aeronautical) RQ-4 Global Hawk
- McDonnell Douglas RF-4C
- McDonnell Douglas F-4G Wild Weasel
- General Dynamics F-16 Fighting Falcon
- McDonnell Douglas F-15 Eagle

### Aviones presidenciales
- Douglas VC-54C Sacred Cow

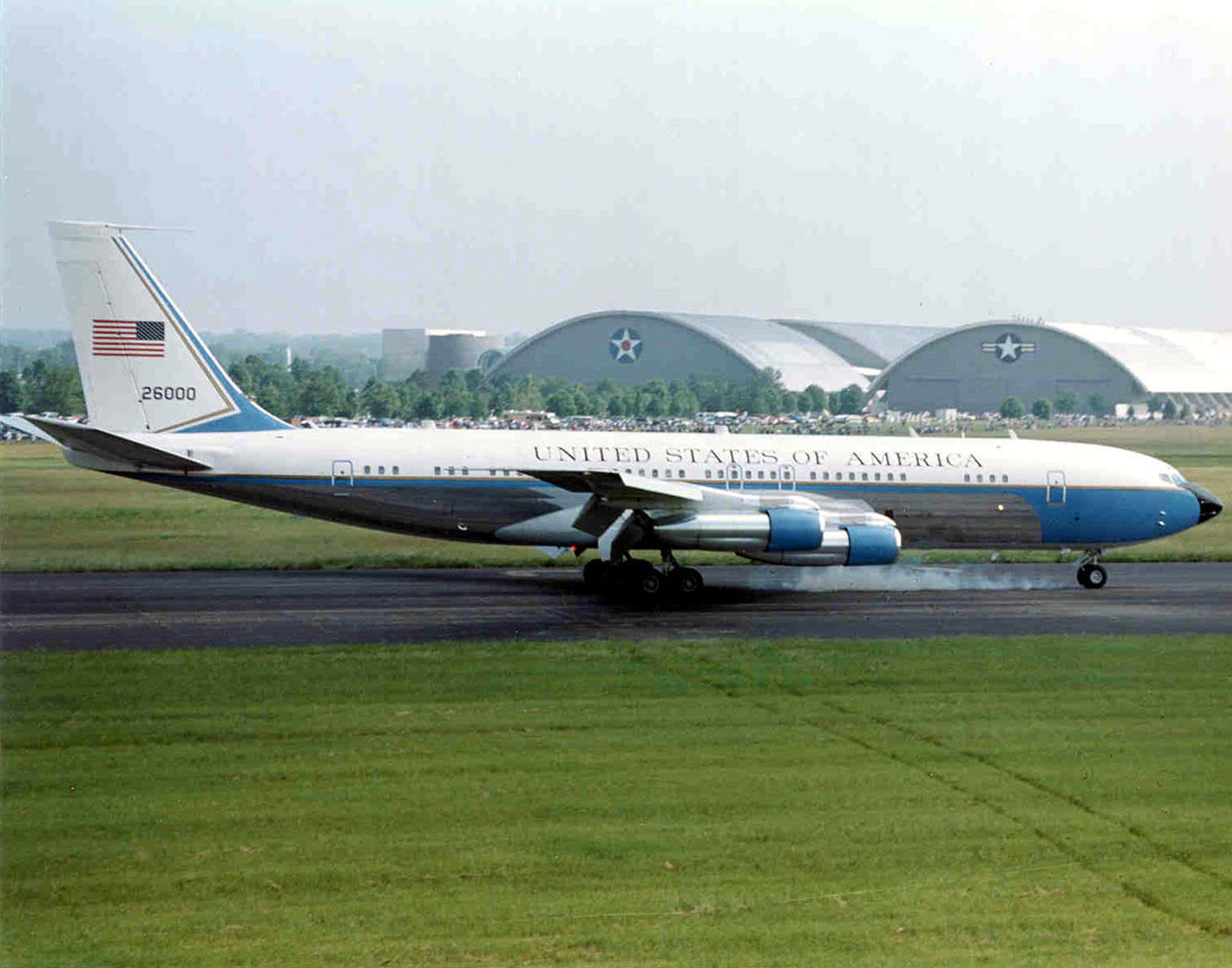
VC-137C - SAM 26000 arribando al Museo.

  - Usado por  Franklin Delano Roosevelt y los primeros 27 meses de Harry Truman
  - El Acta de Seguridad Nacional de 1947, que creó la Fuerza Aérea de los Estados Unidos, fue firmada arriba de este avión
- Douglas VC-118 Independence
  - usado por Harry Truman
- Lockheed VC-121E Columbine III
  - Usado por  Dwight D. Eisenhower
- Bell UH-13J Sioux
  - usado por  Dwight D. Eisenhower y John F. Kennedy
- Boeing VC-137C - SAM 26000 (Boeing 707 - Primer avión en ser llamado Air Force One)
  - Usado por  John F. Kennedy, Lyndon Johnson, y Richard Nixon durante su primera mandato.
- Beech VC-6A Lady Bird Special (King Air B90)
  - Usado por Lyndon Johnson en sus frecuentes viajes desde Austin, Texas hasta su Rancho
- Aero Commander U-4B (versión militar del L-26 Aero Commander)
  - Usado por Dwight D. Eisenhower desde 1956 a 1960 para viajes cortos
- North American T-39A Sabreliner
  - Usado por Lyndon Johnson adespues de abnadonar la Sala Oval
- Lockheed VC-140B JetStar
  - Usado por Richard Nixon, Gerald Ford, Jimmy Carter y  Ronald Reagan  para viajes que requerían aviones pequeños.

### Aviones de desarrollo e investigación
- Bell P-59B Airacomet
- Boeing EC-135 Stratolifter (modified) ARIA Bird of Prey
- Fisher P-75A Eagle -
- Convair XP-81 -
- Republic XF-91 Thunderceptor
- Convair XF-92A
- Convair XC-99 -
- McDonnell XF-85 Goblin
- McDonnell XF-90 -
- Republic YRF-84F FICON (prototipo del F-84)
- Republic XF-84H ( versión turboprop del F-84)
- North American F-107A
- Lockheed YF-12A
- Lockheed YF-22 -
- Northrop YF-23 Black Widow II - r
- Boeing X-32 Joint Strike Fighter -
- North American XB-70 Valkyrie
- LTV XC-142A (Tiltwing )
- American Helicopters XH-26 Jet Jeep
- Bell XV-3
- Lockheed NT-33A
- Piper PA-48 Enforcer
- Northrop Tacit Blue (Whale) (stealth  )
- McDonnell Douglas YF-4E -
- McDonnell Douglas F-15 Streak Eagle (récord mundial de ascensión)
- Bell X-1B
- Douglas X-3 Stiletto
- Northrop X-4 Bantam
- Bell X-5
- Lockheed X-7A
- North American X-10
- Ryan X-13 Vertijet
- North American X-15 ( récord de vuelo Hipersónico  )
- Curtiss-Wright X-19 -
- Martin Marietta X-24B
- Grumman X-29A
- NASA/Boeing X-36
- Boeing X-45 Vehículo de Combate no tripulado
- Boeing Bird of Prey
- Avro Avrocar